# 松居久右衛門
松居 久右衛門（まつい きゅうえもん）は、近江国神崎郡位田村（現滋賀県東近江市五個荘竜田町）出身の老舗近江商人。屋号は『松久』。歴代当主が久右衛門を襲名した。初代が商人として信用を得るきっかけとなった有名な逸話については、松居久次郎の項を参照。

## 松居久右衛門家
歴代当主
- 松居久助：農家。
- 松居久右衛門 (初代)：（元和5年（1619年） - 貞享元年8月7日（1684年9月16日）幼名久次郎。行商を始め、僧俊恵との逸話が残る。
- 松居久右衛門 (7代目)：（文化12年（1815年）-明治20年（1887年）文久元年（1861年）に取引先の京都の両替商「伊勢藤」の倒産により11万両という莫大な損失を被るが家勢を維持した。

五個荘の本宅は松樹館と称し、竜田村（旧位田村）が1865年（慶応元年）から賀陽宮（後の久邇宮）領であった縁から朝彦親王より「松樹」の扁額を贈られている。座敷に面する庭園は生涯に527ヵ所もの庭を作ったとされ、幕末から明治初期に活躍した鈍穴こと勝元宗益の作とされる。また庭の中心に据えられた高さ13尺にも及ぶ大型の春日灯籠は近江の名石工とうたわれた初代西村嘉兵衛の最初期の作と伝える。1924年（大正13年）5月4日には久邇宮邦彦王、同妃、多嘉王、信子女王が竜田神社参拝に際して宿泊し、これにあわせて設置された東洋陶器製のトイレは国産としては日本最古の水洗便器とされる。2021年（令和3年）、建造物13件が登録有形文化財に、また庭園を含む敷地全てが登録記念物に登録された。

## 分家 松居久左衛門家
- 松居久左衛門 (初代)：2代久右衛門の子、通称久五郎が分家。屋号は『星久』。
- 松居久左衛門 (2代目)行願
- 松居久左衛門 (3代目)遊見：（明和7年（1770年）-安政2年（1855年））幼名久三郎。小杉五郎右衛門を商人として立ち直らせた逸話が残る。貧民救済や道路補修など社会事業に尽くす、堅実な商売を行った。